# رئيس أذربيجان
رئيس جمهورية أذربيجان هو رأس دولة أذربيجان. ينص الدستور على أن الرئيس هو تجسيد للسلطة التنفيذية والقائد العام و«ممثل أذربيجان في السياسة الداخلية والخارجية»، وأنه «يتمتع بالحصانة [من الملاحقة القضائية]».

## جمهورية أذربيجان (1991–الآن)
| No. | الرئيس (الميلاد–الوفاة) | الرئيس (الميلاد–الوفاة)                                       | فترة الحكم     | فترة الحكم     | فترة الحكم      | الحزب                       | الانتخابات               | المراجع |
| No. | الصورة | الاسم                                                         | استلم المنصب   | ترك المنصب     | المدة           | الحزب                       | الانتخابات               | المراجع |
| --- | --- | ------------------------------------------------------------- | -------------- | -------------- | --------------- | --------------------------- | ------------------------ | ------- |
| 1   | | أياز مطلبوف (بالأذرية: Ayaz Mütəllibov)‏ (ولد 1938)            | 18 مايو 1990   | 6 مارس 1992    | 1 سنة و293 أيام | الحزب الشيوعي               | 1990 1991                |         |
| 1   | حرب قرة باغ الأولى؛ مجزرة خوجالي؛ الاستيلاء على شوشا؛ إسقاط ميل مي 8 الأذربيجانية عام 1991. اضطر لتقديم استقالته بعد ضغوط من الجبهة الشعبية الأذربيجانية. | أياز مطلبوف (بالأذرية: Ayaz Mütəllibov)‏ (ولد 1938)            |                |                |                 |                             |                          |         |
| -   | | يعقوب محمدوف (بالوكالة) (بالأذرية: Yaqub Məmmədov)‏ (ولد 1941) | 6 مارس 1992    | 14 مايو 1992   | 69 يوم          | مستقل                       | —                        | [ 1 ]   |
| -   | أطاح به تمرد مسلح بقيادة الجبهة الشعبية الأذربيجانية. | يعقوب محمدوف (بالوكالة) (بالأذرية: Yaqub Məmmədov)‏ (ولد 1941) |                |                |                 |                             |                          | [ 1 ]   |
| 1   | | أياز مطلبوف (بالأذرية: Ayaz Mütəllibov)‏ (ولد 1938)            | 14 مايو 1992   | 18 مايو 1992   | 4 أيام          | مستقل                       | —                        |         |
| 1   | أُقيل من منصبه بعد توليه السلطة من قبل الجبهة الشعبية الأذربيجانية. | أياز مطلبوف (بالأذرية: Ayaz Mütəllibov)‏ (ولد 1938)            |                |                |                 |                             |                          |         |
| -   | | عيسى قمبر (بالوكالة) (بالأذرية: İsa Qəmbər)‏ (ولد 1957)        | 18 مايو 1992   | 17 يونيو 1992  | 30 يوم          | الجبهة الشعبية الأذربيجانية | —                        | [ 2 ]   |
| -   | تولى مهام الرئاسة المؤقتة حتى الانتخابات الوطنية في عام 1992. | عيسى قمبر (بالوكالة) (بالأذرية: İsa Qəmbər)‏ (ولد 1957)        |                |                |                 |                             |                          | [ 2 ]   |
| 2   | | أبو الفضل إلجي بيك (بالأذرية: Əbülfəz Elçibəy)‏ (1938–2000)    | 17 يونيو 1992  | 24 يونيو 1993  | 1 سنة           | الجبهة الشعبية الأذربيجانية | 1992                     | [ 3 ]   |
| 2   | تداول عملة أذربيجان الوطنية؛ أجريت امتحانات الدخول إلى التعليم العالي والمهني بطريقة الاختبار لأول مرة؛ سُمح بإنشاء مؤسسات خاصة في مجال التعليم؛ استخدام الأبجدية اللاتينية؛ أسس سوكار؛ إعادة إنشاء القوات المسلحة الأذربيجانية؛ عملية جورانبوي. | أبو الفضل إلجي بيك (بالأذرية: Əbülfəz Elçibəy)‏ (1938–2000)    |                |                |                 |                             |                          | [ 3 ]   |
| -   | | حيدر علييف (بالأذرية: Heydər Əliyev)‏ (1923–2003)              | 24 يونيو 1993  | 10 أكتوبر 1993 | 108 يوم         | حزب أذربيجان الجديدة        | —                        |         |
| 3   | 10 أكتوبر 1993 | حيدر علييف (بالأذرية: Heydər Əliyev)‏ (1923–2003)              | 31 أكتوبر 2003 | 10 سنوات       | 1993 1998       | حزب أذربيجان الجديدة        | [ 4 ]                    |         |
| 3   | أسس حزب أذربيجان الجديدة؛ عبادة شخصية حيدر علييف؛ خط أنابيب باكو-تبليسي-جيهان؛ خط أنابيب جنوب القوقاز؛ تفجيرات مترو باكو 1994. نجا من محاولة الانقلاب عام 1995. | حيدر علييف (بالأذرية: Heydər Əliyev)‏ (1923–2003)              |                |                |                 |                             | [ 4 ]                    |         |
| 4   | | إلهام علييف (بالأذرية: İlham Əliyev)‏ (ولد 1961)               | 31 أكتوبر 2003 | في المنصب      | 21 سنة          | حزب أذربيجان الجديدة        | 2003 2008 2013 2018 2024 | [ 5 ]   |
| 4   | انتخبت أذربيجان عضوًا غير دائم في مجلس الأمن التابع للأمم المتحدة؛ أحبطت مؤامرة باكو الإرهابية 2007؛ إطلاق النار على أكاديمية النفط الحكومية الأذربيجانية؛ مناوشات ماردكيرت 2010؛ الاحتجاجات الأذربيجانية 2011؛ مسابقة الأغنية الأوروبية 2012؛ احتجاجات باكو 2013؛ الاشتباكات الأرمينية الأذربيجانية 2014؛ إسقاط مي 24 في ناغورني كاراباخ 2014؛ الألعاب الأوروبية 2015؛ الاشتباكات الأذربيجانية الأرمنية 2016؛ حلبة مدينة باكو ؛ ألعاب التضامن الإسلامي 2017؛ الاشتباكات الحدودية الأرمنية الأذربيجانية؛ حرب مرتفعات قرة باغ 2020. | إلهام علييف (بالأذرية: İlham Əliyev)‏ (ولد 1961)               |                |                |                 |                             |                          | [ 5 ]   |

## الانتخابات الأخيرة
| المرشح          | الحزب                             | الأصوات   | %     |
| --------------- | --------------------------------- | --------- | ----- |
| إلهام علييف     | حزب أذربيجان الجديدة              | 3,394,898 | 86.02 |
| زاهد عروج       | مستقل                             | 122,956   | 3.12  |
| سردار محمدوف    | الحزب الديمقراطي الأذربيجاني      | 119,621   | 3.03  |
| جودرات حسنجوليف | حزب الجبهة الشعبية لكامل أذربيجان | 119,311   | 3.02  |
| حافظ حاجييف     | حزب المساواة الحديث               | 59,924    | 1.52  |
| ارز علي زاده    | الحزب الاشتراكي الديمقراطي        | 54,533    | 1.38  |
| فرج جولييف      | حزب حركة النهضة الوطنية           | 45,967    | 1.17  |
| رازي نورولاييف  | مستقل                             | 29,229    | 0.74  |
| أصوات غير صالحة | أصوات غير صالحة                   | 12,413    | –     |
| المجموع         | المجموع                           | 3,958,852 | 100   |
| الاقبال         | الاقبال                           | 5,332,817 | 74.24 |
| المصدر: CEC     |                                   |           |       |

## روابط خارجية
- رئيس أذربيجان
- رئيس أذربيجان باللغة الأذرية
- رئيس أذربيجان باللغة الروسية